# 明見町
明見町（あすみちょう）は山梨県南都留郡にあった町。現在の富士吉田市小明見・大明見にあたる。本項では町制前の名称である明見村（あすみむら）についても述べる。

## 地理
- 山：高座山、杓子山
- 河川：桂川

## 歴史
- 1875年（明治8年）1月9日 - 都留郡小明見村・大明見村が合併して明見村となる。
- 1878年（明治11年）7月22日 - 郡区町村編制法の施行により、明見村が南都留郡の所属となる。
- 1889年（明治22年）7月1日 - 町村制の施行により、明見村が単独で自治体を形成。
- 1948年（昭和23年）5月3日 - 明見村が町制施行して明見町となる。
- 1951年（昭和26年）3月20日 - 富士上吉田町・下吉田町と合併して富士吉田市が発足。同日町廃止。

## 交通
現在は旧町域を中央自動車道が通過するが、当時は未開通。